# Dodge Serie DG
La Serie DG è un'autovettura full-size prodotta dalla Dodge dal 1931 al 1932. Era collegata della Serie DC, di cui rappresentava la versione più grande.

## Storia
La Serie DG, che fu introdotta nel gennaio del 1931, era equipaggiata da un motore a valvole laterali e otto cilindri in linea da 3.938 cm³ di cilindrata che sviluppava 84 CV di potenza. Il propulsore era anteriore, mentre la trazione era posteriore. Il cambio era a tre rapporti mentre la frizione era monodisco a secco. I freni erano idraulici sulle quattro ruote.
La vettura era originariamente offerta in versione berlina quattro porte, coupé due porte e cabriolet due porte. Inoltre la vettura era disponibile anche con telaio nudo, cioè senza carrozzeria, in modo da dare la possibilità all'acquirente di completare la vettura dal proprio carrozziere di fiducia. A partire da luglio 1931 fu tolta dai listini la cabriolet, mentre furono aggiunte la roadster due porte e la torpedo quattro porte.
La produzione terminò nel gennaio del 1932.